# Иван Брожка
Иван Брожка (на чешки: Jan Brozka) е чешки философ, историк, езиковед. Основоположник е на класическата филология в Следосвобожденска България.

## Биография
Роден е в 1853 г. в Мале Маловице, Чехия. През 1880 г. завършва философия в Прага. Още същата година е поканен от Тодор Икономов, представител на българското правителство, да дойде в България като учител. Работи в София. Живее в България 47 години.
Учител е по латински език в Първа мъжка гимназия (1880 – 1901 и с прекъсване до 1923 г.) и в Софийската девическа гимназия (от 1901 г., с прекъсване и след 1913 г.). Преподавател е в Историко-филологическия факултет на Висшето училище (днес Софийски университет) по латински език и история на римската литература (1889 – 1918). Във Военното училище преподава немски език (1907 – 1908). Директор е на Народния музей от 1892 г.
Считан е за основоположник на класическата филология в България, специалист по класическите езици (старогръцки и латински). Автор е на първите учебници по латински. Съставител е на латино-български речник. Пише статии „За важността на граматиката и за класическото образование“ (1883). Редактор е на „Учебен вестник“.
Заедно с Константин Иречек организира Народната библиотека в София. Помощник и съветник е на Иречек при изграждането на системата на учебното дело след Освобождението. Брошка е сред основателите и редовните членове на Съюза на българските учени, писатели и художници.
Секретар е на дружество „Славянска беседа“ (1889). Като чех работи за обединяването на чехите в България, два пъти е председател на дружество „Чех“.
Награден е с Орден „За гражданска заслуга“.
Умира през 1927 г. в София.